# Орлов, Алексей (спортсмен, 1922)
Алексей А. Орлов (1922 — неизвестно) — советский спортсмен — хоккеист (нападающий), футболист (нападающий, полузащитник).

## Биография
Выступал за футбольные команды Свердловска «Авангард» (1947), «Динамо» (1948, 1949, 1951).
Карьеру в хоккейных командах мастеров провёл, выступая за клуб «Динамо» Свердловск в сезонах 1947/48 — 1952/53. В сезонах 1949/50 — 1952/35 играл в первой группе класса «А».

Был прекрасным футболистом, отличавшимся высокой скоростью и неплохой техникой. В хоккейной команде поначалу считался середнячком, выделяясь лишь азартом и самоотверженностью. Однако, […] вскоре сумел стать одним из лучших центральных нападающих «Динамо». Не обладая быстротой катания и мощным телосложением, Орлов компенсировал эти недостатки прекрасным видением поля и хорошим взаимодействием с партнёрами.— https://xn--n1afie.xn--p1ai/sport/article/460